# Nouvelle-Zélande aux Jeux olympiques
La Nouvelle-Zélande a participé pour la première fois aux Jeux olympiques en 1908 et a depuis envoyé des athlètes à tous les Jeux olympiques d'été. Pour leurs deux premières Olympiades, en 1908 et 1912, la Nouvelle-Zélande a participé avec l'Australie dans l'équipe d'Australasie. La Nouvelle-Zélande a pour la première fois envoyé une équipe indépendante en 1920.
La participation de la Nouvelle-Zélande aux Jeux de 1976 a été controversée et a conduit au boycott des jeux par la plupart des pays africains qui voulaient ainsi protester contre les contacts sportifs entre les All Blacks et l'Afrique du Sud de l'apartheid.
La Nouvelle-Zélande a également pris part à la plupart des Jeux olympiques d'hiver depuis 1952, manquant seulement ceux de 1956 et de 1964.
Les athlètes néo-zélandais ont remporté un total de 99 médailles aux Jeux d'été, la plupart en athlétisme. La Nouvelle-Zélande n'a par contre remporté que  trois médailles aux Jeux d'hiver, mais la médaille d'argent gagnée par Annelise Coberger en ski alpin aux Jeux olympiques d'hiver de 1992 a été la première médaille remportée aux Jeux d'hiver par une nation de l'Hémisphère Sud.
Les 100 médailles remportées par la Nouvelle-Zélande, la place en trente-deuxième place au classement général des médailles olympiques.

## Comité international olympique
Le New Zealand Olympic Committee (NZOC) est le comité national olympiques de la Nouvelle-Zélande.
Le NZOC a été fondé en 1911 et reconnu par le CIO en 1919.

## Tableau des médailles

### Par année
| Année       | Médaille d'or, Jeux olympiques | Médaille d'argent, Jeux olympiques | Médaille de bronze, Jeux olympiques | Total                       |
| 1908        | dans l'équipe d'Australasie    | dans l'équipe d'Australasie        | dans l'équipe d'Australasie         | dans l'équipe d'Australasie |
| 1912        | dans l'équipe d'Australasie    | dans l'équipe d'Australasie        | dans l'équipe d'Australasie         | dans l'équipe d'Australasie |
| 1920        | 0                              | 0                                  | 1                                   | 1                           |
| 1924        | 0                              | 0                                  | 1                                   | 1                           |
| 1928        | 1                              | 0                                  | 0                                   | 1                           |
| 1932        | 0                              | 1                                  | 0                                   | 1                           |
| 1936        | 1                              | 0                                  | 0                                   | 1                           |
| 1948        | 0                              | 0                                  | 0                                   | 0                           |
| 1952        | 1                              | 0                                  | 2                                   | 3                           |
| 1956        | 2                              | 0                                  | 0                                   | 2                           |
| 1960        | 2                              | 0                                  | 1                                   | 3                           |
| 1964        | 3                              | 0                                  | 2                                   | 5                           |
| 1968        | 1                              | 0                                  | 2                                   | 3                           |
| 1972        | 1                              | 1                                  | 1                                   | 3                           |
| 1976        | 2                              | 1                                  | 1                                   | 4                           |
| 1980        | 0                              | 0                                  | 0                                   | 0                           |
| 1984        | 8                              | 1                                  | 2                                   | 11                          |
| 1988        | 3                              | 2                                  | 8                                   | 13                          |
| 1992        | 1                              | 4                                  | 5                                   | 10                          |
| 1996        | 3                              | 2                                  | 1                                   | 6                           |
| 2000        | 1                              | 0                                  | 3                                   | 4                           |
| 2004        | 3                              | 2                                  | 0                                   | 5                           |
| 2008        | 3                              | 2                                  | 4                                   | 9                           |
| 2012        | 6                              | 2                                  | 5                                   | 13                          |
| Total (NZ)  | 42                             | 18                                 | 39                                  | 99                          |
| Total (ANZ) | 3                              | 4                                  | 4                                   | 11                          |

| Année | Médaille d'or, Jeux olympiques | Médaille d'argent, Jeux olympiques | Médaille de bronze, Jeux olympiques | Total             |
| 1952  | 0                              | 0                                  | 0                                   | 0                 |
| 1956  | n'a pas participé              | n'a pas participé                  | n'a pas participé                   | n'a pas participé |
| 1960  | 0                              | 0                                  | 0                                   | 0                 |
| 1964  | n'a pas participé              | n'a pas participé                  | n'a pas participé                   | n'a pas participé |
| 1968  | 0                              | 0                                  | 0                                   | 0                 |
| 1972  | 0                              | 0                                  | 0                                   | 0                 |
| 1976  | 0                              | 0                                  | 0                                   | 0                 |
| 1980  | 0                              | 0                                  | 0                                   | 0                 |
| 1984  | 0                              | 0                                  | 0                                   | 0                 |
| 1988  | 0                              | 0                                  | 0                                   | 0                 |
| 1992  | 0                              | 1                                  | 0                                   | 1                 |
| 1994  | 0                              | 0                                  | 0                                   | 0                 |
| 1998  | 0                              | 0                                  | 0                                   | 0                 |
| 2002  | 0                              | 0                                  | 0                                   | 0                 |
| 2006  | 0                              | 0                                  | 0                                   | 0                 |
| 2010  | 0                              | 0                                  | 0                                   | 0                 |
| 2014  | 0                              | 0                                  | 0                                   | 0                 |
| 2018  | 0                              | 0                                  | 2                                   | 2                 |
| Total | 0                              | 1                                  | 2                                   | 3                 |

Ces totaux ne tiennent pas compte des médailles remportés par des athlètes néo-zélandais membre de l'équipe d'Australasie aux jeux de 1908 et 1902 :
- la médaille de bronze de Harry Kerr en 3 500 m marche en 1908
- la médaille d'or de Malcolm Champion, relayeur du 4 × 200 m nage libre en 1912
- la médaille de bronze de Anthony Wilding en tennis en salle en 1912

### Par sport
Après les Jeux olympiques d'hiver de 2010 à Vancouver, l'athlétisme, la voile et l'aviron sont les sports qui ont rapporté le plus de récompenses aux sportifs de Nouvelle-Zélande.
| Place | Sport            | Médaille d'or, Jeux olympiques | Médaille d'argent, Jeux olympiques | Médaille de bronze, Jeux olympiques | Total | Rang |
| 1     | Aviron           | 15                             | 7                                  | 11                                  | 33    | 6e   |
| 2     | Canoë-Kayak      | 14                             | 3                                  | 2                                   | 19    | 5e   |
| 3     | Athlétisme       | 11                             | 4                                  | 13                                  | 28    | 22e  |
| 4     | Voile            | 9                              | 9                                  | 7                                   | 25    | 10e  |
| 5     | Cyclisme         | 3                              | 7                                  | 5                                   | 15    | 17e  |
| 6     | Équitation       | 3                              | 2                                  | 5                                   | 10    | 14e  |
| 7     | Rugby à sept     | 2                              | 2                                  | 0                                   | 4     | 1er  |
| 8     | Natation         | 2                              | 1                                  | 3                                   | 6     | 29e  |
| 9     | Triathlon        | 1                              | 2                                  | 2                                   | 5     | 4e   |
| 10    | Boxe             | 1                              | 1                                  | 2                                   | 4     | 41e  |
| 11    | Golf             | 1                              | 1                                  | 1                                   | 3     | 3e   |
| 12    | Hockey sur gazon | 1                              | 0                                  | 0                                   | 1     | 11e  |
| 13    | Tir              | 0                              | 1                                  | 1                                   | 2     | 57e  |
| 14    | Trampoline       | 0                              | 0                                  | 1                                   | 1     | 9e   |
| 14    | Tennis           | 0                              | 0                                  | 1                                   | 1     | 33e  |
| Total | Total            | 63                             | 40                                 | 54                                  | 157   | 22e  |

| Place | Sport           | Médaille d'or, Jeux olympiques | Médaille d'argent, Jeux olympiques | Médaille de bronze, Jeux olympiques | Total | Rang |
| 1     | Snowboard       | 1                              | 1                                  | 1                                   | 3     | 13e  |
| 2     | Ski acrobatique | 1                              | 0                                  | 1                                   | 2     | 13e  |
| 3     | Ski alpin       | 0                              | 1                                  | 0                                   | 1     | 20e  |
| Total | Total           | 2                              | 2                                  | 2                                   | 6     | 37e  |

## Athlètes néo-zélandais

### Records

#### Sportifs les plus titrés
- 4 médailles d'or : :
  - Ian Ferguson (Canoë-kayak)

- 3 médailles d'or :
  - Paul MacDonald (Canoë-kayak),
  - Peter Snell (Athlétisme).

#### Sportifs les plus médaillés
Le record du nombre de médailles masculines est codétenu trois sportifs, les kayakistes Ian Ferguson et Paul MacDonald et le cavalier Mark Todd qui ont remporté cinq médailles.
Avec trois médailles, la navigatrice Barbara Kendall est la sportive néo-zélandaise la plus médaillée aux Jeux olympiques.
| Nom             | Sport       | Jeux                     | Médaille d'or, Jeux olympiques | Médaille d'argent, Jeux olympiques | Médaille de bronze, Jeux olympiques | Total |
| Ian Ferguson    | Canoë-Kayak | 1976-1980-1984-1988-1992 | 4                              | 1                                  | 0                                   | 5     |
| Paul MacDonald  | Canoë-Kayak | 1984-1988-1992           | 3                              | 1                                  | 1                                   | 5     |
| Mark Todd       | Équitation  | 1984-1988-1992-2000      | 2                              | 1                                  | 2                                   | 5     |
| Blyth Tait      | Équitation  | 1992-1996-2000-2004      | 1                              | 1                                  | 2                                   | 4     |
| Peter Snell     | Athlétisme  | 1960-1964                | 3                              | 0                                  | 0                                   | 3     |
| Danyon Loader   | Natation    | 1992-1996                | 2                              | 1                                  | 0                                   | 3     |
| Simon Dickie    | Aviron      | 1968-1972-1976           | 2                              | 1                                  | 0                                   | 3     |
| Barbara Kendall | Voile       | 1992-1996-2000-2004      | 1                              | 1                                  | 1                                   | 3     |